# عثمان يحيى
عثمان يحيى، أستاذ الدراسات الصوفية في جامعة السوربون باريس، عرف بتحقيقه لتراث ابن عربي

## حياته
عثمان يحيى من الأساتذة السوريين المتخصصين في نشر التراث الصّوفي، تلقّى تعليمه الأساسي في مدينة حلب، وهو دائم الذّكر لها، نظراً لأثرها في تكوين شخصيته العلمية منذ وقت مبّكر، إذ أيقظت كلمات حكيم الصوفية ابن عطاء الله السكندري، والخواجة عبد الله الأنصاري إحساسه الديني وهو لا يزال في سنّ الرابعة عشرة من عمره.
ومن طريف ما يرويه الأستاذ أن الدروس الدينية التي كانت تُلقى على الطلاب وقتئذ كانت تتعلق بتعاليم ابن عربي وابن تيمية، وكان هذا الأمر يثير غرابة في نفسه لما عُرف بتمام التناقض بين هذين العلمين، حتى التقى عثمان يحيى بشيخ صوفيّ مشهور في حلب هو الشيخ محمد نجيب سراج الدين وكان يقرأ النصوص الصوفية والعرفانية جنباً إلى جنب مع نصوص ابن تيمية وابن قيّم الجوزيه، ليبدد دهشته قائلاً: «بالنسبة لنا ابن تيمية إمامٌ في الشريعة وابن عربي إمامٌ في الحقيقة وعلى المسلم الذي يبتغي تمام الإسلام أن يجمع في داخله في تناغم واتّساق لا في تأليف وتلفيق بين الحقيقة والشريعة».
"
من جميل ما تقرأ له ما كتبه عن مجابهة المعرفة الإنسانية بروح إسلامية
"
يدين عثمان يحيى إلى أساتذته من المستشرقين الذين ساعدوه في رحلته العلمية، ومنهم المستشرق الفرنسي الشهير ماسنيون الذي عُرف باهتمامه بالآثار والنصوص الصوفية، وبلاشير الذي قرن اسمه بالأدب العربي والدراسات القرآنية، وهنري كوربان، ولاووست، وفي رحلته العلمية الطويلة سيصاحبه كوربان ليعملا سوية في نشر النصوص الصوفية الهامة وبخاصة نصوص ابن عربي وشارحيه.

## أعماله
ومن أهم الدراسات الصوفية التي قام بها يحيى ولا تزال مرجعاً هاماً في لغات عدّة لكل من أراد درس ابن عربي، أطروحته التي ترجمها شيخ الأزهر (أحمد الطيب) «مؤلفات ابن عربي تاريخها وتصنيفها»، وشفعت برسالة أخرى حقق فيها نصّ «كتاب التجليات» لابن عربي، الذي سطا على تحقيقه أكثر من شخص ومن عجب أن تُطبع سرقاتهم عبر مؤسسات ثقافية رسمية! ومن الأعمال العلمية عظيمة القدر التي أسداها يحيى للثقافة الإسلامية تحقيقه كتاب «الفتوحات المكّية» الذي وُصف صاحبه بالشارح الأكبر للتصوف والناطق الرسمي باسم الميتافزيقا في الإسلام. طُبع هذا الكتاب عدة طبعات قبل أن ينبري يحيى لتحقيقه سنوات طوالاً، وصدر منه محققاً أربعة عشر مجلداً (آخرها عام 1992) من أصل سبعة وثلاثين، وهناك ثلاث اسفار تم تحقيقها لكنها لم تطبع وهي موجودة لدى المكتب الثقافي الفرنسي في دمشق كما توجد نسخة منها عند ابن اخيه الدكتور عدنان يحيى في حلب. لم تقتصر جهود يحيى على نشر تراث ابن عربي فحسب، بل نشر من تراث الحكيم الترمذي كتابه المهم جدا ختم الأولياء وكذلك من نصوص شيخ الإشراق السهروردي، كذلك قام بتحقيق كتابين هامين من تراث ابن عربي التجليات الإلهية مع شرح صدر الدين القونوي وشرح ابن سودكين في الحاشية وكتاب فصوص الحكم وهو اخر ماكتب ابن عربي كما نشر رسائل وكتباً لصوفية آخرين، ومن جميل ما تقرأ له ما كتبه عن مجابهة المعرفة الإنسانیّة بروح إسلامیة من خلال كتاب الفتوحات المكية.

## عثمان يحيى وابن عربي
تمثّل آثار (ابن عربي) بمجموعها كل مظاهر الحضارة الإسلامية، فالعلوم الدينية الإسلامية نجدها في مؤلفاته وكذلك العلوم الإنسانية، وقد عُرضت كل هذه العلوم وأُظهرت ودُبّجت في كتب منطلقة من روح عرفانية صوفية، فمؤلفه الموسوعي «الفتوحات» هو خلاصة لهذه المعارف، ومن هنا رأى عثمان يحيى (1919 - 1997) العاشق لعالم ابن عربي أهمية الاشتغال على هذه الموسوعة عمره كلّه.

## معالفتوحات المكية
الطبعة الأولى للكتاب، وهي المعروفة بطبعة بولاق، قد صدرت عام (1274هـ= 1858م) في عهد الخديوي محمد سعيد باشا وذيلها أشهر محققي مصر آنذاك، محمد قطة العدوي، بنبذة مختصرة تتضمن ترجمة صاحبه وذكر شيء من مآثره ومناقبه ملخصاً ذلك من كتاب نفح الطيب. ونظراً للأخطاء العديدة التي شابتها فقد أوعز الأمير عبد القادر الجزائري إلى اثنين من العلماء هما: الطيب بن الشيخ محمد المبارك، والشيخ محمد بن مصطفى الطنطاوي بالتوجه إلى قونية على نفقته الخاصة ومقابلة النسخة المطبوعة مع النسخة المكتوبة بخط ابن عربي.
ورغم تقلص الأخطاء في النسخة الثانية؛ تم تكليف الدكتور عثمان يحيى من قبل جامعة السوربون ومنظمة اليونسكو بتحقيق الكتاب، وقد استغرق قرابة 18 عاماً في الأعمال التمهيدية وظهر السفر الأول 1972 وتوالى ظهور باقي الأسفار حتى السفر 14 عام 1992 .

## وفاته
في سنة 1997 اشتد عليه المرض هناك، فأُدخل المشفى في مدينة حلب، حتى تُوفي الدكتور عثمان يحيى يوم السبت الساعة التاسعة صباحا في 7 نوفمبر من عام 1997 حيث دفن في مقبرة السفيرة الوسطى في مدينة حلب وحضر مراسم الدفن جمع من علماء حلب.